# آلفا-وی بتا-۵
آلفا-وی بتا-۵ (انگلیسی: Alpha-v beta-5) که به‌صورت «αVβ5» نوشته می‌شود، نوعی اینتگرین است که به ماکرومولکول‌های ماتریکس برون‌یاخته‌ای و پروتئازها متصل می‌شود و رگ‌زایی را تحریک می‌کند. بازدارنده‌های این مولکول، موجب مهار رگ‌زایی می‌شوند.
این پروتئین ۲ بخش دارد: اینتگرین-آلفا وی و اینتگرین بتا-۵.